# Annalena Hedman

Annalena Hedman, 2013

Annalena Hedman, folkbokförd som  Eva Anna-Lena Hedman, född 12 mars 1967 i byn Balfors i Bjurholms kommun, Västerbottens län (Ångermanland), är en svensk översättare, bibliotekarie och barnboksförfattare. Hon är främst känd för sina böcker om Abbe som upplever äventyr hos sin mormor och morfar i Ismyrträsk samt böckerna om granaporna.